# Chiesina Uzzanese
Chiesina Uzzanese is een gemeente in de Italiaanse provincie Pistoia (regio Toscane) en telt 4139 inwoners (31-12-2004). De oppervlakte bedraagt 7,2 km², de bevolkingsdichtheid is 575 inwoners per km².
De volgende frazioni maken deel uit van de gemeente: Capanna, Chiesanuova, Molin Nuovo.

## Demografie
Chiesina Uzzanese telt ongeveer 1540 huishoudens. Het aantal inwoners steeg in de periode 1991-2001 met 1,2% volgens cijfers uit de tienjaarlijkse volkstellingen van ISTAT.

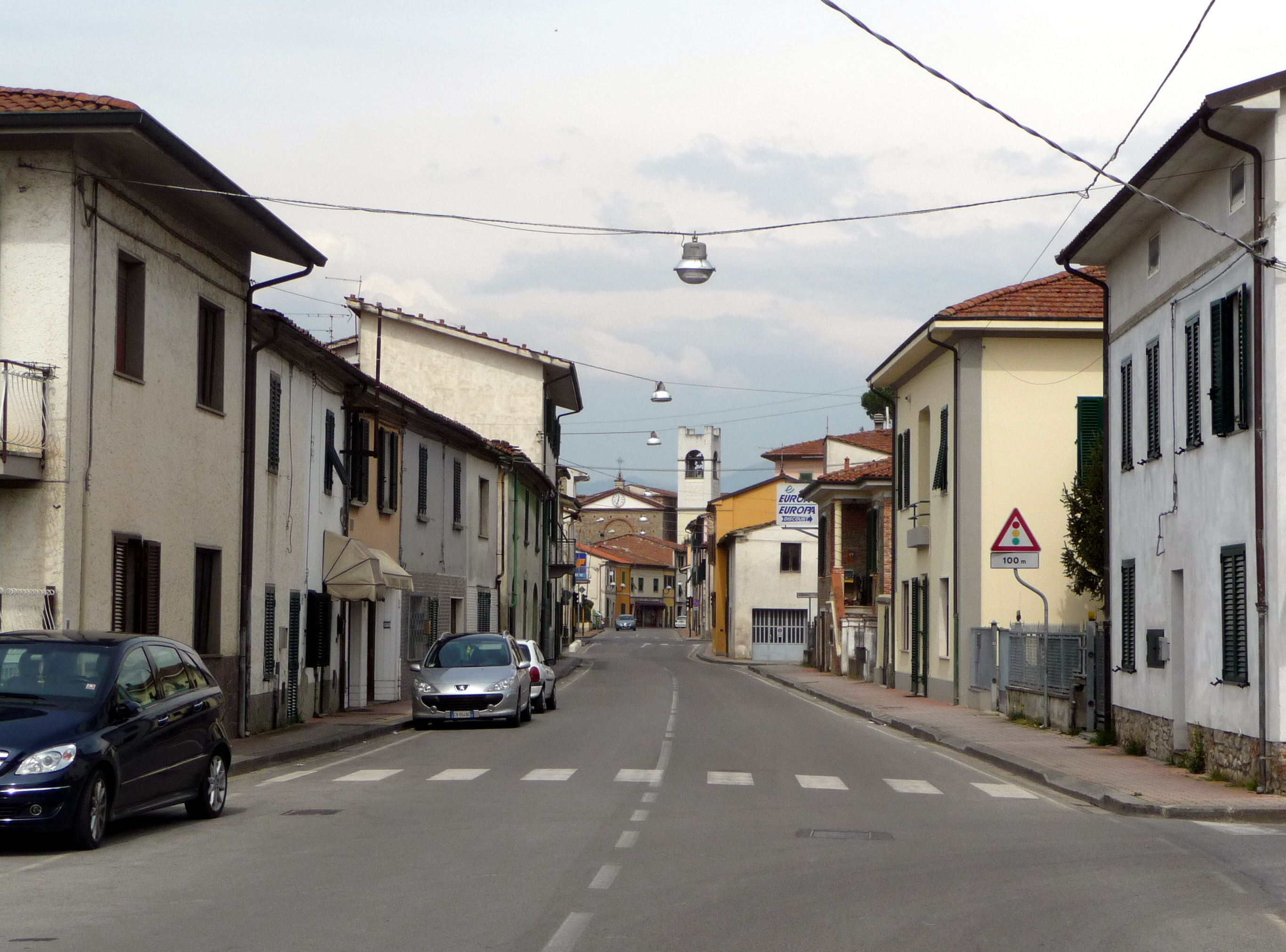
Centrum van Chiesina Uzzanese

| Jaar | Inwoneraantal |
| ---- | ------------- |
| 1991 | 3934          |
| 2001 | 3983          |

## Geografie
De gemeente ligt op ongeveer 20 m boven zeeniveau.
Chiesina Uzzanese grenst aan de volgende gemeenten: Altopascio (LU), Buggiano, Fucecchio (FI), Montecarlo (LU), Pescia, Ponte Buggianese, Uzzano.